# Львівський національний університет імені Івана Франка
Посилання ЛНУ перенаправляється сюди. Можливо, Ви шукали Луганський національний університет імені Тараса Шевченка
Льві́вський націона́льний університе́т і́мені Іва́на Франка́ — один із найстаріших університетів України й Східної Європи та один із найпрестижніших в Україні. Є спадкоємцем колегіуму (1608—1661) та академії (1661—1773) єзуїтів, Йосифинського університету (1784—1805), Львівського ліцею (1805—1817), Університету Франца I (1817—1918), Львівського університету Яна-Казимира (1919—1939), Львівського державного університету імені Івана Франка (1939—1999). Головний корпус міститься в колишній будівлі Галицького сейму.

## Заснування та рання історія Університету

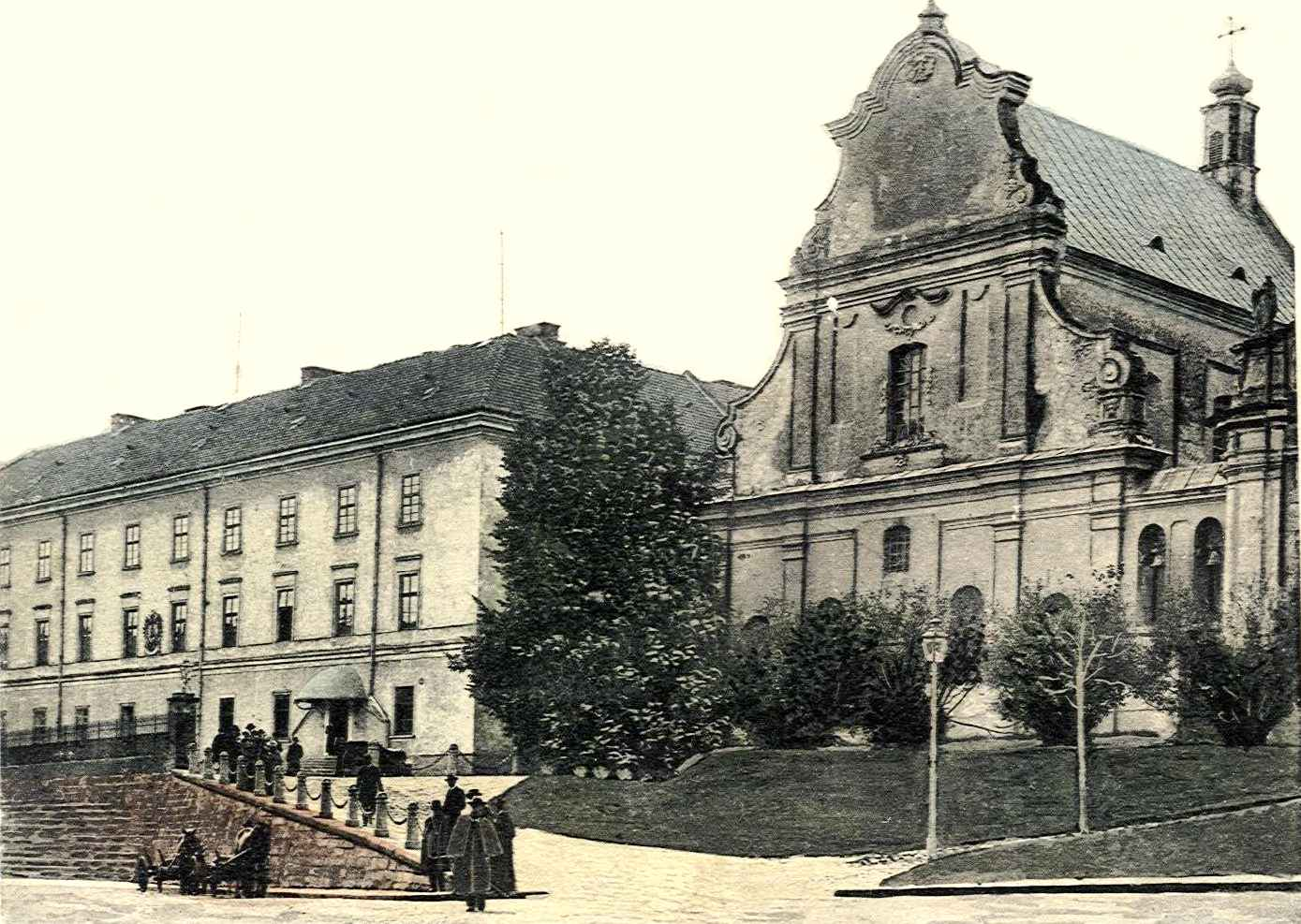
Колишня головна будівля університету (1851—1923)

Атанас Фіґоль в статті про виш в «Енциклопедії українознавства» стверджував, що поляки з початку XX століття для підкреслення «польськости» університету почали твердити, що він постав у 1661 році як Академія Єзуїтів, заснований королем Яном II Казимиром з Львівського колегіуму єзуїтів. Але рішення короля не затвердив Сейм.
За іншими даними, Львівську академію з правами університету утворено 1661 року указом короля Яна II Казимира, який надавав єзуїтській колегії у Львові «гідність академії і титул університету». 1773 року орден єзуїтів заборонено, університет закрито. Відновлено 1784 року під назвою Йосифінський університет. 1805—1817 роках — ліцей. 1817 року відновлено як Університет Франца I.

### Передісторія
У XVI — XVII століттях центрами культурного життя на українських землях були церковні братства. Користуючись підтримкою міщан і духовенства, вони сприяли поширенню ідей гуманізму, розвитку науки та шкільництва. Найдавнішим православним в Україні було Успенське братство (ставропігійське з 1586 року) у Львові, яке стало визначним українським культурним православним центром. З 1586 року у Львові діяла братська школа, яка була середнім навчальним закладом. Тут вивчали церковнослов'янську, грецьку, латинську та польську мови, математику, граматику, риторику, астрономію, філософію та інші дисципліни. Діячі Львівського братства планували навіть перетворити свій «гімнасіон» (так вони називали цю школу) у вищий навчальний заклад. У Львівській братській школі працювали і здобули освіту визначні діячі української культури кінця XVI — першої половини XVII століття: Лаврентій Зизаній (Кукіль) і його брат Степан, Кирило Транквіліон-Ставровецький, Іван Борецький та ін.
До середини XVII століття в Україні не було жодного вищого навчального закладу[джерело?]. Шляхетська Польща чинила опір створенню тут вищої школи, яка могла б стати небезпечним політичним і культурним центром. Українська молодь мала здобувати вищу освіту в стінах Краківського й інших європейських університетів

### Заснування
За Гадяцькою угодою 1658 року між Україною та Річчю Посполитою польський уряд обіцяв у майбутньому відкрити в Україні дві вищих школи-академії: одну у Києві, а другу там, де знайдеться для неї відповідне місце. Академіям було обіцяно такі самі права університету, якими користувався Краківський університет. Впливові кола Речі Посполитої не виключали й того, що під тиском певних політичних обставин в Україні могли утворитися власні національні університети. Тоді ж єзуїтський орден у справі захисту католицизму в Україні покладав особливі надії на свій осередок у Львові. Єзуїти з'явилися у Львові ще наприкінці XVI століття, а 1608 року відкрили тут свою середню школу-колегію. До середини XVII століття ця колегія занепала, але все ж була врятована єзуїтами від загибелі, оскільки користувалася опікою і підтримкою польських магнатів.
Єзуїти розуміли можливість створення на основі братської школи у Львові університету, тому постійно домагались перетворення своєї колегії в академію. Після неодноразових клопотань король Ян II Казимир 20 січня 1661 року підписав диплом, який надавав єзуїтській колегії у Львові «гідність академії і титул університету» з правом викладання всіх тодішніх університетських дисциплін, присудження вчених ступенів бакалавра, ліценціата, магістра і доктора. Однак відразу ж після підписання диплому створення академії зустріло рішучу опозицію Краківського університету та окремих впливових осіб держави, що його підтримували. Незважаючи на перешкоди, у Львівській академії навчання велося за зразком інших європейських академій. А згодом польський король Август III Фрідріх у 1758 році затвердив диплом від 20 січня 1661 року, виданий Яном II Казимиром. Академію закрили у 1773 році.
З часу заснування й до 1773 року Львівський університет повністю перебував під контролем єзуїтського ордену і підпорядковувався генералові єзуїтів у Римі. На чолі університету стояв ректор. Приміщення університету було поблизу вулиці Краківської в центрі Львова. Навчальний заклад будував і купував нові приміщення, мав свою бібліотеку, найбільшу у Львові друкарню.

### Попередниця університету в XVII—XVIII століттях

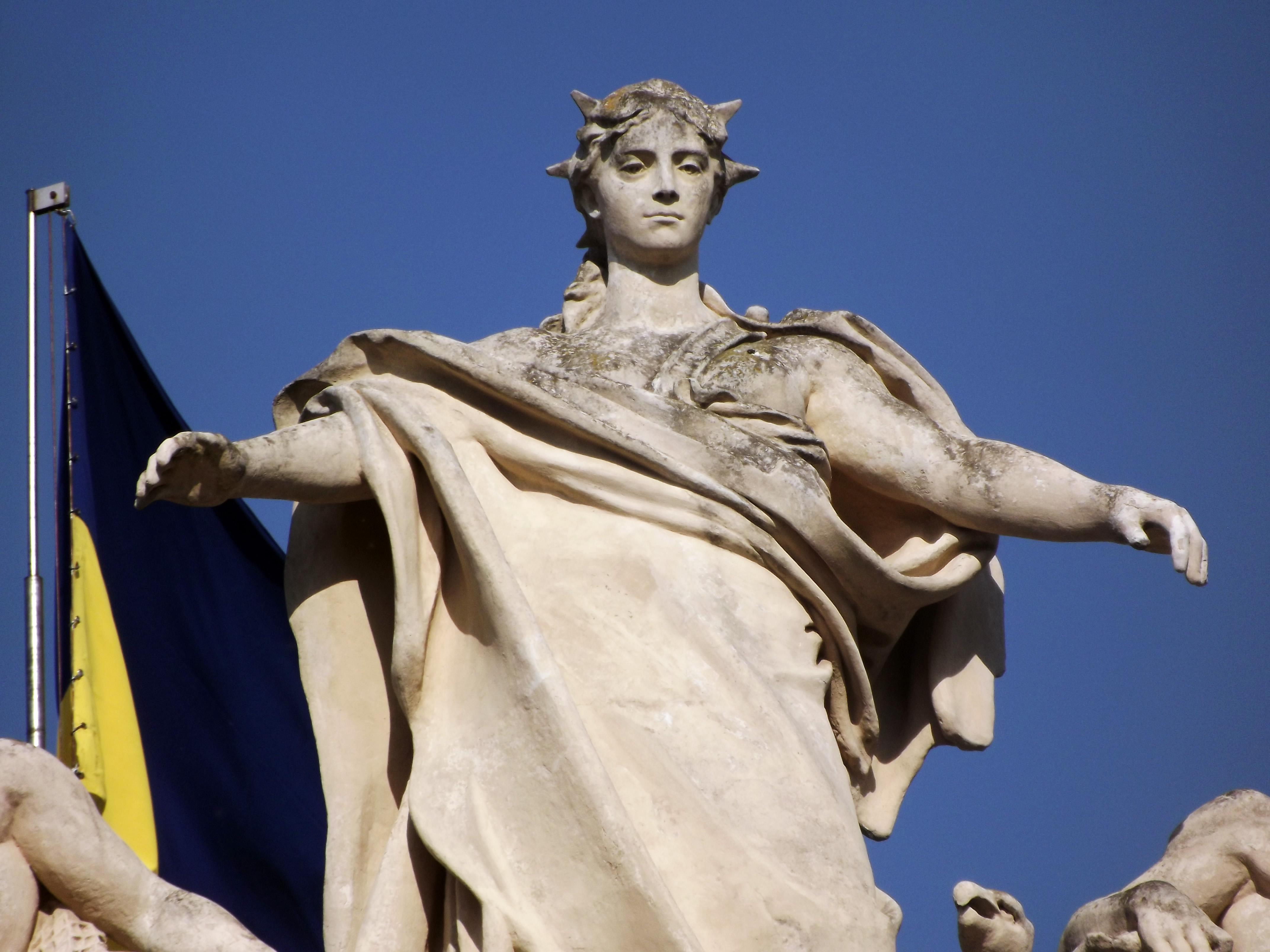
Скульптура на фасаді головного корпусу ЛНУ

Академія складалася з двох відділів (факультетів) — філософського і богословського (теологічного). Роль середнього навчального закладу при Львівській Академії відігравала колегія, яка була підготовчим етапом для охочих продовжувати навчання.
Історичні джерела засвідчують, що 1667 року на філософському і теологічному відділах навчалось близько 500 студентів, а навчальний процес забезпечували вісім викладачів. У середині XVIII століття кількість студентів збільшилася до 700 осіб, викладачів — до 15-17. Поляки становили 75 % студентів, решта — українці та представники інших етнічних груп.
Навчальний процес у Львівській Академії проводився за програмою єзуїтських шкіл, розробленою ще наприкінці XVI століття; помітні зміни у цю програму стали вносити лише в середині XVIII століття на відділі філософії головно вивчали філософську систему Аристотеля, яка була сукупністю логіки, фізики й метафізики; у складі фізики розглядали також елементи математики, астрономії, біології, метеорології, у складі метафізики — питання психології та етики. Вивчали, крім цього, історію, географію, грецьку мову та ін. На відділі філософії навчання тривало два-три роки. Після закінчення цього відділу можна було здобувати богословську освіту. На теологічному відділі навчання тривало чотири роки. Тут вивчали історію церкви, Старий і Новий Заповіт, догматичне і моральне богослів'я, канонічне право, казуїстику, староєврейську мову. Всі дисципліни викладали професори.
У середині і другій половині XVIII століття у зв'язку з розвитком наукових знань, зокрема природничих наук, сталися зміни у навчальному процесі університету. 1744 року відкрито кафедру математики, яку, на пропозицію провінціала ордену єзуїтів Томаша Ліхтанського очолив Фаустин Ґродзіцький — автор підручника з архітектури і математики, створено математично-фізичний кабінет, відкрито університетську астрономічну обсерваторію. Почали викладати польську, французьку, німецьку мови, географію та історію як окремі предмети. Тут працювали відомі вчені: історик Каспер Несецький, математики Фаустин Ґродзіцький і Томаш Секежинський, письменник-єзуїт вірменського походження Григоріс Пірамович, громадський діяч, поет, письменник і філософ, примас Польщі Ігнацій Красіцький. Випускниками університету були такі відомі люди, як Інокентій Ґізель, М. Слотвинський, Я. Богомоловський та багато інших.

### Університет у XIX— початку XX століттях
Після входження Галичини до складу імперії Габсбургів у 1772 році та скасування діяльності католицьких чернечих орденів Академія отримала, зокрема, будівлю монастиря та костелу тринітаріїв. У костелі було організовано бібліотеку, 16 листопада 1784 відбулось її урочисте відкриття. Після обстрілу і бомбардування Львова 1848 року з 50000 книг залишилися 13000, знищено багато рукописів. У 1805 році уряд перетворив університет на ліцей.

### Студіюм Рутенум
У 1787 році засновано науковий інститут, який назвали «Studium Ruthenum» («Провізоричний науковий інститут в руській мові»), який діяв до 1804 року. Навчання у закладі проводилось тодішньою українською мовою. Викладачами були, зокрема, Михайло Гарасевич, Антін Ангелович, Мелетій Модест Гриневецький та інші.

### Подальші роки
У 1817 році уряд відновив університет з німецькою мовою викладання. Весна народів надала поштовх українцям і полякам до боротьби за введення своїх мов у навчальний процес. Так, у 1849 році на філософському відділі відкрилась кафедра української мови та літератури, яку очолив відомий діяч «Руської Трійці» Яків Головацький. У 1862 та 1872 роках виникли кафедри з українською мовою викладання на богословському та правничому факультетах.
1851 року університету передали збудований 1842 року конвікт єзуїтів (шляхетської молоді), проєкт Фіделіса Штадлера, кошти — з фундації Самуеля Ґловінського. Єзуїтів вигнали з приміщення після вуличних маніфестацій під час «весни народів» 1848 року.
Станом на 1897—1898 навчальний рік в університеті навчалось 1732 студенти, а у 1906—1907 навчальному році — 3582 студенти. За національною ознакою склад студентів був таким: близько 3/4 — поляки; до 1/5 — русини (українці).
У 1907 році розподіл студентів по відділах (факультетах) був наступним: відділ теологічний — 516 студентів; відділ права та політичних вмінь — 1888 студентів; відділ лікарський — 218 студентів, з них 25 осіб жіночої статі; відділ філософії — 1020 студентів, з них 241 особа жіночої статі.
1923 року головний корпус університету перенесли до колишньої будівлі Галицького сейму, що перестав діяти після Першої світової війни.

### Львівський університет та Іван Франко
У 70-х роках XIX століття на філософському факультеті Львівського університету навчався Іван Франко — всесвітньовідомий український мислитель, письменник, учений, перекладач, психолог, політичний і громадський діяч, один з геніїв України, що увійшов в історію культури як «титан праці». 1894 року в університеті відкрили кафедру історії України, щоправда, під назвою «Всесвітньої історії зі спеціальним оглядом історії Східної Європи». Нову кафедру очолив 28-літній Михайло Грушевський. Цього ж року, після смерті Омеляна Огоновського — тодішнього очільника кафедри руської словесності Львівського університету — Іван Франко спробував посісти це вакантне місце, однак тодішній намісник Галичини граф Казимир Бадені зробив усе для того, щоб не допустити в університет письменника, який закликав український народ до соціального та національного визволення.
Указом від 8 січня 1940 року Президія Верховної ради УРСР надала Львівському державному університету ім'я Івана Франка. Сьогодні тут працює одна з основних шкіл франкознавства в Україні.

## У період незалежності

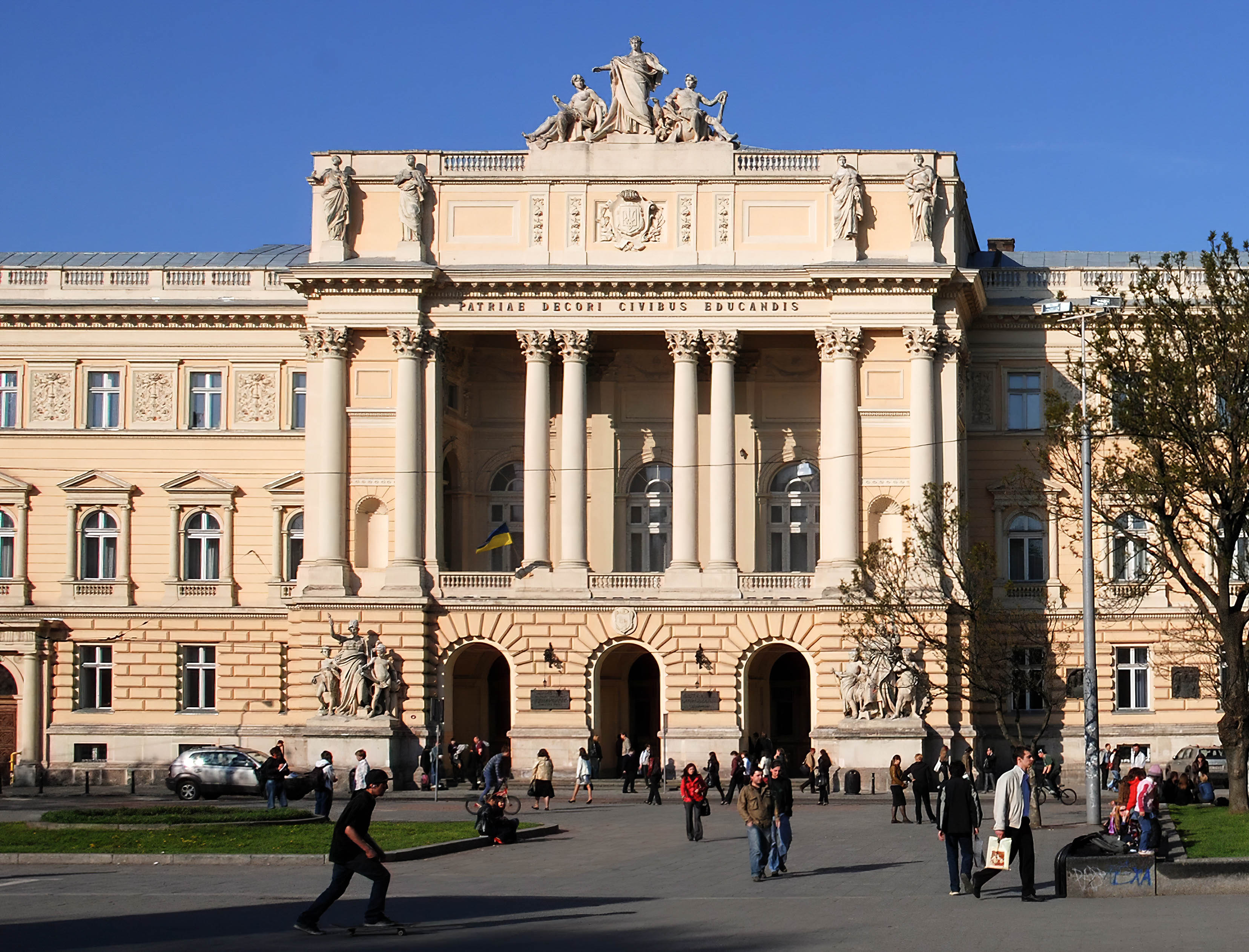
Головний навчальний корпус університету

У жовтні 1999 року Львівський державний університет імені Івана Франка отримав статус національного.
У Львівському національному університеті імені Івана Франка станом на травень 2017 році до виконання науково-дослідних робіт залучено 1892 науково-педагогічні працівники, з них — 214 докторів наук і 1152 кандидати наук, 161 штатного працівника науково-дослідної частини Університету, з них — 8 докторів наук і 50 кандидатів наук. В Університеті функціонують 144 кафедри, з них 95 очолюють доктори наук, 46 — кандидати наук.
Станом на квітень 2017 року в Університеті навчаються 19 770 студентів, у тому числі 19 050 — на 19-ти факультетах і 720 — у коледжах. На денній формі навчається 16 314 студентів (15 709 — на факультетах і 605 — у коледжах), на заочній — 3 843.
У 2017—2018 роках в Університеті провели понад 100 різноманітних заходів. У Центрі культури та дозвілля Львівського Національного університету імені Івана Франка працює 10 творчих колективів, з яких 7 мають звання Народний. Загальна кількість учасників налічує 354 особи.
20 лютого 2018 року у дворі географічного факультету відкрито пам'ятник Героєві України Ігореві Костенку.
У словенському Подчетртеку 23-24 червня 2018 року відбувся Кубок Європи з дзюдо, у якому студентка філософського факультету Львівського національного університету імені Івана Франка, майстер спорту міжнародного класу, дворазова чемпіонка Європи з дзюдо Василина Кириченко виборола бронзову медаль.
На 42 Міжнародній студентській олімпіаді з програмування ACM ICPC, яка проходила у Пекіні з 15 по 20 квітня 2018 року, команда студентів вишу посіла 14 місце! З 11 задач студенти розв'язали 6, тим самим забезпечивши собі високу позицію поряд з Стенфордським та Гарвардським університетами та випередивши Оксфорд та Кембридж.
Два роки поспіль видання Університету ставали лауреатами Міжнародної премії імені Івана Франка. У 2017 році в номінації «За вагомі досягнення у галузі соціально-гуманітарних наук» цю високу нагороду здобув Заслужений професор Львівського національного університету імені Івана Франка, завідувач кафедри економічної і соціальної географії, академік Академії Вищої школи України та Української екологічної академії Олег Шаблій. Міжнародної відзнаки науковець удостоєний за вибрані праці «Суспільна географія» у двох книгах: книга перша — «Проблеми теорії, історії та методики дослідження», книга друга — «Проблеми українознавства, регіоналістики і краєзнавства», випущені в університетському Видавництві. 31 жовтня 2017 року у Дзеркальній залі Львівського університету відбулася урочиста презентація коментованого видання-білінгви поеми Івана Франка «Мойсей». Видання Львівського університету вийшло друком у вересні цього року й уже стало найкращою книгою XXIV Форуму видавців — 2017 у номінації «Класична українська література».

### Міжнародна співпраця
Львівський національний університет імені Івана Франка гідно представляє українську академічну спільноту у світі. Упродовж 2016—2017 років Університет підписав 15 угод про співпрацю та дві угоди про подвійне дипломування, дві угоди пролонговано. Загалом на цей час підписано 147 угод із вищими навчальними закладами та установами із 38 країн світу. Приблизно така ж кількість наукових і науково-педагогічних працівників Університету перебувала в цей період у закордонних установах.
Університет здійснює активну діяльність щодо підписання Хартії Європейських Університетів. У 2000 році університет став співзасновником Європейського Колегіуму Польських і Українських Університетів (Люблін, Польща). Продовжено термін дії угод із Бєльським державним університетом (Бєльці, Молдова) та Краківською Педагогічною Академією (Польща).
Студенти географічного, історичного факультетів та факультету міжнародних відносин проходять навчальні практики в Польщі, Німеччині, Австрії, Угорщині, Чехії, Словаччині. Співробітники механіко-математичного, філологічного, хімічного факультетів, факультету міжнародних відносин і прикладної математики та інформатики працювали у вищих навчальних закладах Польщі, Колумбії, Франції, Швейцарії, Австрії на викладацькій роботі за контрактами. Багато випускників продовжують навчання у вищих навчальних закладах США, Польщі, Німеччини, Австрії, Великої Британії, Франції. За 2016 рік Львівський національний університет імені І. Франка провів 5 міжнародних літніх шкіл.

Пам'ятник Івану Франкові навпроти центрального входу університету

У 2016 році налагоджена активна міжнародна співпраця із закордонними партнерами. Університет вів двосторонні наукові дослідження з Віденським університетом (Австрія), Каунаським технологічним університетом (Литва), Фондом цивільних досліджень та розвитку США, Технологічним інститутом Хіросіми (Японія), які фінансувало Міністерство освіти і науки України.
Протягом останніх років науковці Університету активно проводять науково-дослідних роботи, які фінансують міжнародні організації, серед яких Інститут біофізичної хімії імені Макса Планка (Німеччина), Гарвардська медична школа (США), Інститут біомедичних досліджень «Новартіс» (США), Канадський інститут українських студій при Альбертському університеті, Міжнародний центр дифракційних даних (США), Фонд Ендрю У. Меллона (США), Цільовий освітній фонд досліджень дерев (США), компанія «Матеріал. Фази. Дані. Система» (Швейцарія).
Підписано угоду з агентством CrossRef, що дає змогу присвоювати DOI університетським виданням. У виші за фінансової підтримки Міністерства освіти і науки України функціонує національний контактний пункт Рамкової програми ЄС «Горизонт—2020» за тематичними напрямами «Майбутні і новітні технології» та «Інклюзивне, інноваційне та розумне суспільство».
Львівський університет став партнером Альянсу європейських університетів EC2U.
6 квітня 2022 року було підписано Меморандум, згідно з яким університет став асоційованим (стратегічним) партнером Альянсу європейських університетів EC2U. Відповідний документ у форматі відеоконференції підписали ректори семи іноземних вишів — партнерів альянсу та Ректор ЛНУ Володимир Мельник. Процедура підписання була здійснена під час форуму EC2U в Павії (Італія).
З української сторони, окрім представників Львівського університету, в церемонії взяли участь Голова Верховної Ради України Руслан Стефанчук та очільник Львівської обласної військової адміністрації Максим Козицький. Зі сторони наших колег з ЄС у заході взяли участь керівники провідних університетів Європи, представники Європейської комісії, мер міста Павія, політики та громадські діячі.
Львівський університет став восьмим партнером Європейського кампусу міських університетів (англ. EC2U) — мультикультурного і багатомовного Альянсу, що складається з давніх університетів з чотирьох різних регіонів Європейського Союзу, а тепер й України. До складу Альянсу входять: Університет Коїмбра (Португалія), Університет Олександру Йоана Куза в Яссах (Румунія), Університет Єни (Німеччина), Університет Павії (Італія), Університет Пуатьє (Франція), Університет Саламанки (Іспанія) та Університет Турку (Фінляндія).
Пропонована співпраця між університетами охоплюватиме всі сфери, пов'язані з викладанням і навчанням, науковими дослідженнями, культурною діяльністю. Зокрема, передбачено реалізацію програми мобільності для науковців, академічного персоналу та студентів, розроблення програм спільних сертифікатів (дипломів), освітніх програм, публікацію спільних видань, реалізацію дослідницьких проєктів, організацію спільних заходів, літніх шкіл тощо.
Загалом Альянс європейських університетів ставить перед собою завдання забезпечити високу якість освітнього процесу, досягти найвищих стандартів наукових досліджень та інновацій, поглибити інтеграцію університетів у світовий освітній та науковий простір а також створити сучасну інформаційно-комунікаційну та соціальну інфраструктуру. Варто зазначити, що Львівський національний університет імені Івана Франка став єдиним закладом вищої освіти України в складі Альянсу європейських університетів. До очільників закладів освіти Альянсу європейських університетів звернуся Ректор Львівського університету Володимир Мельник. «Відвідавши наш Університет, Ви побачите на його головному корпусі латинське гасло: „Освічені громадяни – окраса Батьківщини“. Університетська спільнота наполегливо працює над втіленням цієї ідеї та поширенням її не лише в Україні, а й закордоном. При цьому, для нас, як і для Вас, термін „освіченість“ виходить далеко за рамки лише набору знань та навичок, а є ціннісною категорією. Відтак, нашою метою є обстоювання тих основоположних ідей, без яких неможливо уявити повноцінне життя — демократії, свободи, рівності і прав людини», — наголосив Володимир Мельник. Звертаючись до учасників історичної зустрічі Володимир Петрович також наголосив, що Львівський університет цінує те, що європейська академічна спільнота об'єднана перед сучасними викликами, як ніколи раніше. «І ми щиро радіємо, що маємо змогу стояти пліч-о-пліч з нашими надійними друзями та партнерами, якими, безсумнівно, є Альянс EC2U загалом та кожен з його членів зокрема. Для Львівського університету це велика честь — приєднатись до Альянсу у якості стратегічного партнера. Ще раз висловлюю Вам щиру вдячність за можливість творити наше спільне майбутнє. Разом — до перемоги», — підкреслив Володимир Мельник.
Із зали засідань Львівського університету до присутніх звернувся Голова Верховної Ради України Руслан Стефанчук. Він висловив своє переконання, що підтримка академічної спільноти є особливо важливою складовою процесу формування вільного суспільства та утвердження й забезпечення прав і свобод людини. «Міжнародне співробітництво у сфері освіти допомагає та створює можливості навчатися, працювати, ділитися досвідом та інформувати своїх партнерів про стан справ не лише в академічному, а й політичному, соціально-економічному житті України. Я хочу відзначити роботу наших освітян, які в такий непростий для всіх нас час теж ведуть активну роботу на „своєму фронті“. Зокрема, йдеться про відновлення та продовження навчального процесу, участь у різних міжнародних конференціях, семінарах, відкритих лекціях, інтерв'ю на радіо та телебаченні різних країн світу, публікації в пресі та соціальних мережах, зборі гуманітарної допомоги тощо», — зазначив Руслан Стефанчук.
Також Голова Верховної Ради побажав успіхів академічній спільноті Львівського університету у втіленні спільних ідей і напрацювань у міжнародному освітньому просторі. «Львівський національний університет імені Івана Франка як один із найстаріших не лише в Україні, а й в Європі, був і залишається осередком європейської освіти, наукового і культурного середовища, який співпрацює з багатьма міжнародними освітніми та науковими установами й репрезентує нашу державу в усіх куточках планети», — акцентував Руслан Стефанчук.
Усіх учасників урочистостей привітав начальник Львівської обласної військової адміністрації Максим Козицький. «Сьогодні заклади освіти нашої області частково перетворилися на прихистки для тимчасово переселених людей. Хочу відзначити вагомий внесок Львівського національного університету імені Івана Франка, який, попри всі виклики, забезпечує реалізацію права на освіту для тих людей, які через війну втратили цю можливість. Зі сторони адміністрації ми всіляко підтримуватимемо розширення міжнародного освітнього співробітництва Львівського університету, адже міжнародна співпраця допомагає інтегрувати в українську освітню систему високі європейські стандарти», — наголосив Максим Козицький. Генеральна Директорка з питань освіти, молоді, спорту та культури Європейської Комісії Теміс Крістофіду наголосила, що «приємно зворушена» партнерством ЛНУ імені Івана Франка з Альянсом і, звертаючись до усіх членів Альянсу, подякувала за підтримку України та українців.
Представники Альянсу найвпливовіших європейських університетів з великою приємністю запропонували ЛНУ імені Івана Франка долучитися до їхньої академічної родини. Під час церемонії підписання Меморандуму Ректор Університету Павії Франческо Свелто зазначив, що «кордони між міжнародними програмами та дисциплінами стають, щоразу меншими, а численні програми сприяють створенню інклюзивного суспільства, інноваційних програм навчання, виховання нового покоління підприємців та змішаної мобільності». «На жаль, на своєму шляху ми зіткнулися з такими перешкодами як пандемія COVID-19, а тепер і війна в Україні. Так, війна в Україні була для нас шокуючою звісткою, тому ми, як ніколи, раді можливості приєднання Львівського університету до Альянсу, як члена EC2U», — зазначив Франческо Свелто.
Мер Павії Фабріціо Фракассі також висловив щире переконання, що приєднання Львівського університету до Альянсу стане важливим кроком для суспільств України та Італії. «Культурне побратимство між нашими країнами сформує спільні цінності та уявлення про них, це також буде першим кроком у нашій з вами дружбі та співпраці», — наголосив Фабріціо Фракассі.
Ректор Ясського університету імені А. Й. Кузи Тудорель Тадер наголосив, що у ці важкі часи, дух солідарності об'єднав європейські держави, як ніколи раніше. «Враховуючи, нашу територіальну близькість до зони конфлікту, ми готові зробити все, що в наших силах, щоб допомогти. Це, зокрема, наша готовність забезпечити вас нашим матеріальним та людським ресурсом, гуманітарною допомогою для постраждалих від бойових дій. Викладачі, студенти, сім'ї з дітьми можуть отримати прихисток у наших пансіонах, а також медичну допомогу й психологічні консультації», — акцентував Тудорель Тадер.
Головний координатор Альянсу Людовик Тіллі теж висловив радість з приводу такого поглиблення співпраці EC2U з Україною. «Ми безумовно рухаємося в правильному напрямку і таким чином ми також хочемо будувати майбутнє. Майбутнє, яке в сучасному контексті означає, що ми можемо залучити партнерів з України. Таким було рішення 7 ректорів. Ми розглянули активне партнерство, яке зараз існує з деякими українськими університетами і одноголосно було запропоновано, щоб Львівський національний університет імені Івана Франка в Україні приєднався до альянсу EC2U як стратегічний партнер. Ласкаво просимо до сімейства EC2U. Ви можете розраховувати на нас та нашу підтримку!», — підсумував Людовик Тіллі.

## Рейтинги та репутація
Показником успішності вищого навчального закладу сьогодні можна вважати позицію у національних та міжнародних рейтингах ВНЗ. У 2015 році Львівський університет увійшов у трійку найкращих університетів України за даними світового рейтингу University Ranking by Academic Performance.

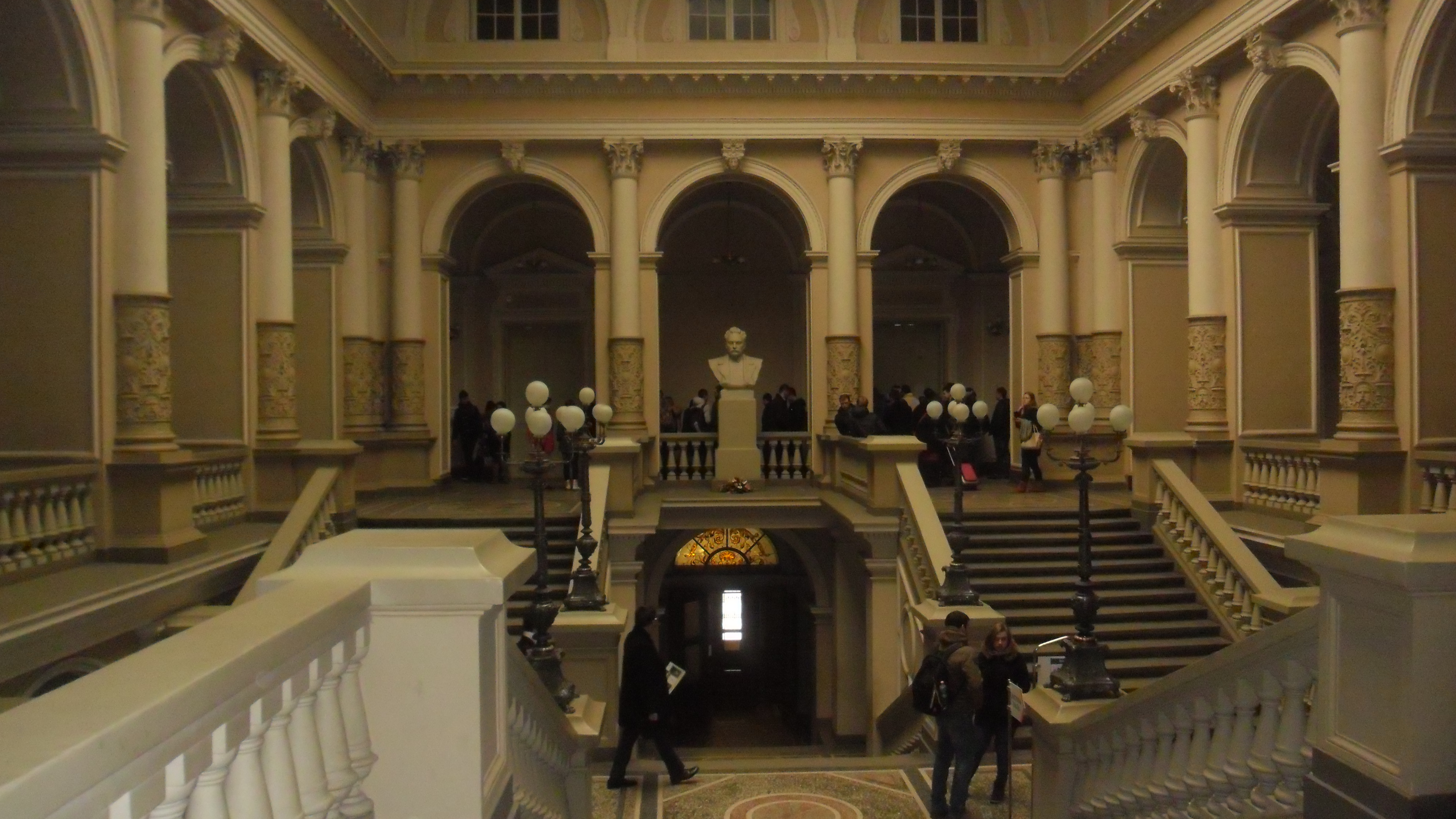
Головний корпус. Вхід до університету

За результатами рейтингу вищих навчальних закладів України за даними наукометричної бази даних Scopus станом на квітень 2017 року Львівський університет посів четверте місце серед ВНЗ України. Станом на квітень 2017 року кількість публікацій науковців Львівського університету склала 5 823, кількість цитувань статей — 28 547, індекс Гірша — 50.
Одним із найпрестижніших рейтингів університетів світу є Webometrics (Webometrics Ranking of World's Universities), який охоплює дванадцять тисяч університетів зі всього світу та який публікують двічі на рік. Протягом останнього року Університет суттєво покращив свої позиції у рейтингу. Згідно з січневою 2018 року публікацією рейтингу Університет увійшов до трійки лідерів серед вишів України.
У 2018 році Львівський національний університет імені Івана Франка потрапив у один з найпопулярніших світових рейтингів The Times Higher Education World University Rankings — щорічне видання університетських рейтингів за версією журналу Times Higher Education.
Масштабний дослідницький центр QS Quacquarelli Symonds оприлюднив щорічний рейтинг найкращих університетів Європи, Середньої Азії та країн, що розвиваються, на 2022 рік. До списку потрапив й Львівський національний університет імені Івана Франка який зайняв 191 місце.
У 2023 році, за даними рейтингу інформаційного ресурсу «Вступ. Освіта.ua», найпопулярнішими та лідерами в Україні за кількістю заяв від абітурієнтів, які вступають на основі повної загальної середньої освіти, стали два львівські заклади вищої освіти, а саме, перше місце посів — Національний університет «Львівська політехніка», на другій сходинці розташувався Львівський національний університет імені Івана Франка, третє місце посів Київський національний університет імені Тараса Шевченка.

## Структура

### Факультети
- Біологічний
- Географічний
- Геологічний
- Економічний
- Електроніки та комп'ютерних технологій
- Журналістики
- Іноземних мов
- Історичний
- Культури і мистецтв
- Міжнародних відносин
- Механіко-математичний
- Педагогічної освіти
- Прикладної математики та інформатики
- Управління фінансами та бізнесу
- Фізичний
- Філологічний
- Філософський
- Хімічний (Львівська кристалохімічна школа)
- Юридичний

### Загальноуніверситетські кафедри
- Безпеки життєдіяльності
- Фізичного виховання і спорту

### Навчальні установи
- Інститут післядипломної освіти та доуніверситетської підготовки[15]
- Педагогічний коледж[16]
- Правничий коледж[17]
- Природничий коледж[18]
- Центр італійської мови і культури[19]
- Львівський фізико-математичний ліцей[20]
- Класична гімназія[21]
- Буська гімназія імені Євгена Петрушевича
- Навчальний комплекс «Стрілківська школа-інтернат із поглибленим вивченням окремих предметів»
- Навчально-виховний комплекс «Середня загальноосвітня школа-ліцей» с. Козьови

## Наука
Основу наукового потенціалу Університету складають відомі в Україні і світі наукові школи: Фізика твердого тіла; Теоретична фізика; Кристалохімія; Фізико-хімія полімерів; Біохімія і молекулярна біологія; Біоенергетика і електрофізіологія секреторних клітин; Мінералогічна школа академіка Є. Лазаренка; Термобарогеохімічна школа професора М. Єрмакова; Львівська наукова школа геології та металогенії докембрію; Інженерна, екологічна та регіональна геоморфологія; Територіальна організація суспільства; Генетичне ґрунтознавство; Комплексний аналіз; Функціональний аналіз; Механіка деформівного твердого тіла; Чисельне моделювання і оптимізація фізико-механічних полів; Дослідження розвитку агропромислового комплексу України, державного регулювання транскордонного підприємництва в умовах глобалізації; Економіко-математичне моделювання в управлінні економічно-виробничими системами; Франкознавство; Слов'янознавство; Історія соціально-політичних процесів в Україні; Загальна теорія прав людини; Захист прав і законних інтересів потерпілого та інших суб'єктів кримінального процесу.
Університет має наукові об'єкти, що становлять національне надбання України: Фонд рукописних, стародрукованих та рідкісних книг наукової бібліотеки Університету, Науково-дослідний комплекс апаратури для вивчення штучних небесних тіл ближнього космосу Астрономічної обсерваторії Університету, Гербарій, Ботанічний сад, Наукові фонди та музейна експозиція Зоологічного музею, Колекція культур мікроорганізмів-продуцентів антибіотиків.

### Наукові інститути
- Археології
- Європейської інтеграції
- Історичних досліджень
- Франкознавства
- Літературознавчих студій
- Екології масової інформації
- Славістики

### Інші наукові установи
- Астрономічна обсерваторія[22]
- Ботанічний сад[23]
- Зоологічний музей[24]
- Наукова бібліотека Львівського національного університету імені Івана Франка
- Музей історії Львівського національного університету імені Івана Франка
- Центр Інформаційних технологій[25]
- Науково-технічний та навчальний центр низькотемпературних досліджень
- Міжфакультетська науково-навчальна лабораторія рентгеноструктурного аналізу
- Центр гуманітарних досліджень[26]
- Центр країн Північної Європи[27]

## Видавнича діяльність
Головною поліграфічною структурою ЛНУ є Видавничий центр, який був створений на підставі рішення Ректорату від 1 липня 1996 року за № 42 на базі редакційно-видавничого відділу, машинно-офсетної та поліграфічної лабораторій університету.
На виставці, присвяченій 350-літтю Університету, Видавничий центр демонстрував книжковий доробок з близько 500 видань. Експозиція включала підручники, навчальні посібники, монографії, збірники наукових праць та інші видання.
Значним досягненням Франкового Університету у книговиданні стало нагородження Шевченківською премією авторів 10-томного видання «Іван Франко».
При Львівському університеті діє також видавництво «Світ». Воно виникло в 1946 році як видавнича група Львівського університету, а нині є одним з лідерів українського книговидання. З 1991 року видавництво «Світ» випустило понад 700 найменувань книг загальним тиражем 11 млн 759 тис. примірників.

## Керівництво університету

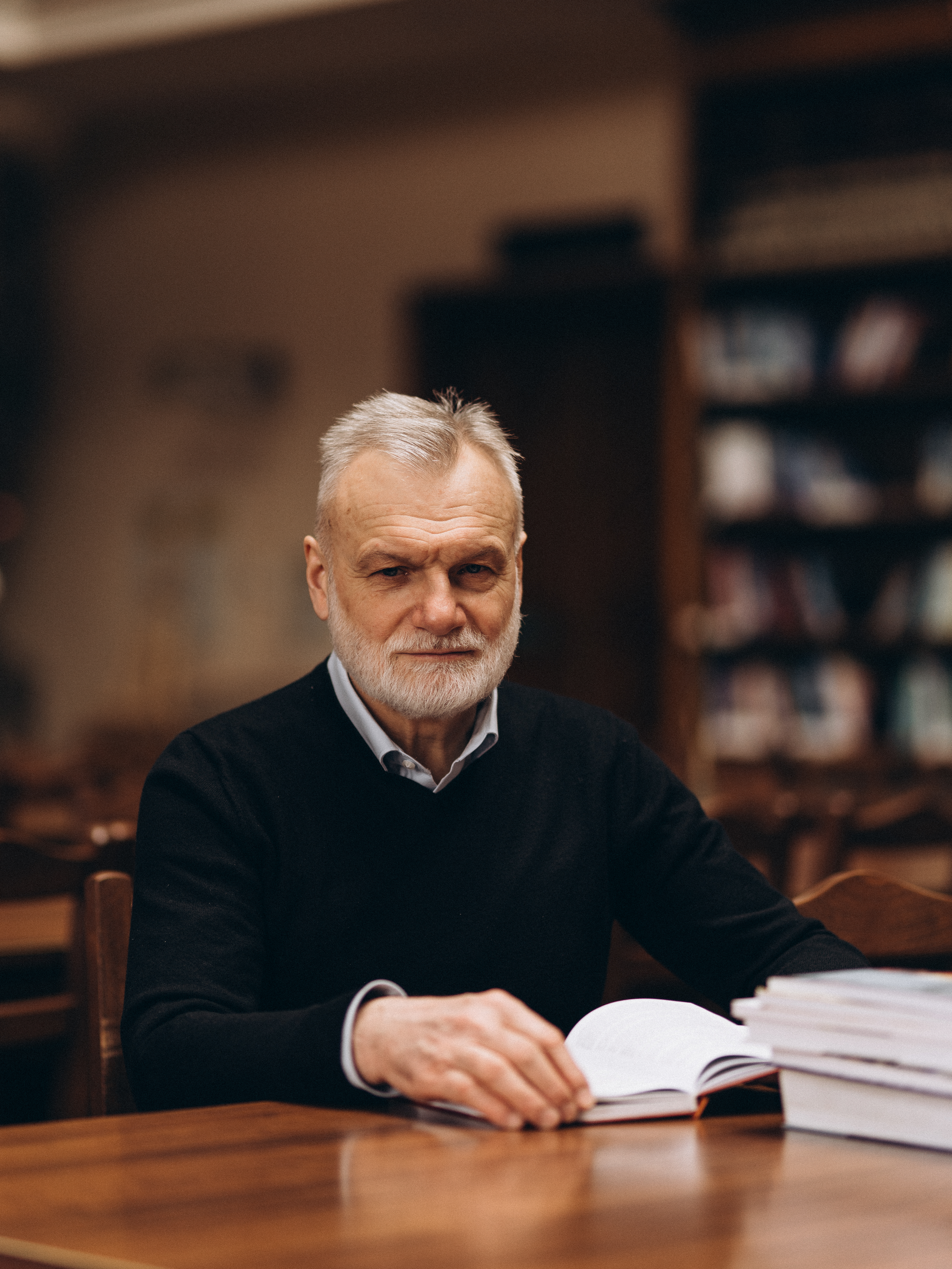
Ректор Роман Гладишевський

До складу ректорату університету входять:
- Ректор Гладишевський Роман Євгенович, член-кореспондент НАН України, доктор хімічних наук, професор.
- Перший проректор Гукалюк Андрій Федорович, кандидат економічних наук, доцент.
- т.в.о.проректора з наукової роботи Куньо Іван Михайлович.
- Проректор з науково-педагогічної роботи та соціальних питань і розвитку Качмар Володимир Михайлович, доктор історичних наук, професор.
- т.в.о.проректора з науково-педагогічної роботи та міжнародної співпраці Краєвська Оксана Анатоліївна.
- Проректор з науково-педагогічної роботи та інформатизації Кухарський Віталій Михайлович, кандидат фізико-математичних наук, доцент.
- Проректор з навчально-виробничої та адміністративно-господарської роботи Курляк Василь Юрійович, кандидат фізико-математичних наук, доцент.

## Студентське життя
В університеті видаються студентські газети. Друковані: «Гілея» (Студентський культурологічний часопис), «Ярослов» (Студентська газета філологічного факультету), Vivat Justitia! (Студентський альманах, Юридичний факультет); електронні: «Факторіал» (Механіко-математичний факультет). Діє портал студентів факультету прикладної математики та інформатики [Архівовано 21 вересня 2019 у Wayback Machine.].
Також на економічному факультеті видається власний журнал «Журнал Ек-you», діє команда Enactus LNU (раніше відома як SIFE LNU).
Організовуються загальноуніверситетські змагання з гри Що? Де? Коли? [Архівовано 19 листопада 2010 у Wayback Machine.]
9 листопада 2011 року, студент історичного факультету Франкового Університету Тарас Прокопишин, став Головою студентської ради Львова.
[недоступне посилання з липня 2019]

### Студентські організації університету
- ГО «Студентське братство ЛНУ ім. Івана Франка»
- Незалежна студентська профспілка «Пряма дія»
- «ЛНУ LIFE [Архівовано 31 березня 2021 у Wayback Machine.]» — незалежне студентське мас-медіа
- ГО «Молода Дипломатія» (факультет міжнародних відносин)
- «Англійський клуб» (факультет іноземних мов)
- «Об'єднання студентів правників» (юридичний факультет та Правничий коледж)
- «Європейська асоціація студентів права» (юридичний факультет та Правничий коледж)
- «Лабораторія Ідей»
- «Дискусійний клуб_Debate Club» (факультет журналістики)
- Економічний науковий клуб студентів, аспірантів, докторантів та молодих учених економічного факультету
- Наукове товариство студентів факультету журналістики (НТС ФЖ)
- «Фотосекта» (факультет журналістики)
- «Кіноклуб» (факультет журналістики)
- Львівський історичний клуб (історичний факультет)

## Заслужені професори
Див. також: Категорія:Заслужені професори Львівського університету

## Відомі професори
Див. також: Категорія:Науковці Львівського університету
- Шимон Ашкеназі (1866—1935) — історик, дипломат та політик, засновник Львівсько-Варшавської школи історії.
- Стефан Банах — один з творців сучасного функціонального аналізу.
- Іван Бартошевський (1852—1920) — богослов, педагог, письменник.
- Рудольф Вайґль — біолог.
- Яків Головацький (1814—1888) — поет, завкафедри.
- Анатолій Гольдберг (1930—2008) — український математик.
- Михайло Грушевський — український історик, Голова УЦР.
- Бенедикт Дибовський — біолог, географ, дослідник далекого Сходу.
- Мирон Зарицький (1889—1961) — математик.
- Євген Лазаренко (1912—1979) — український геолог.
- Ян Лукашевич — польський математик, логік.
- Войцєх Рубіновіч (1889—1974) — польський фізик-теоретик.
- Маріан Смолуховський (1872—1917) — вчений, піонер статистичної фізики, творець базової теорії стохастичних процесів.
- Вацлав Серпінський (1882—1969) — математик, що зробив визначний внесок у теорію множин, теорію чисел, теорію функцій та топологію
- Володимир Старосольський (1878—1942) — правник, соціолог, професор у 1939 році.
- Наталія Черниш — український соціолог.

## Відомі випускники
- Іван Франко (1856—1916) — український мислитель, письменник, вчений, перекладач, політичний та громадський діяч.
- Богдан Лепкий (1872—1941) — український поет, прозаїк, літературознавець, критик, перекладач, історик літератури, видавець, публіцист, громадсько-культурний діяч, художник.
- Ян Лукасевич (1878—1956) — математик, винахідник префіксної форми запису математичних виразів.
- Леопольд Стафф (1878—1957) — один із найвизначніших польських поетів XX століття.
- Остап Ортвін (1876—1942) — польський літературний критик, літературознавець, театрознавець, журналіст, літературний і громадський діяч. Справжнє ім'я — Оскар Каценелленбоґен.
- Андрій Бандера (1882—1941) — український священик, політик ЗУНР, культурно-громадський діяч.
- Рудольф Вайґль (1883—1957) — біолог, винахідник першої вакцини від тифу.
- В'ячеслав Войнаровський (1971) — український дипломат.
- Євген Коновалець (1891—1938) — лідер ОУН між 1929 і 1938 роками.
- Герш Лаутерпахт (1897—1960) — юрист, один із авторів концепції прав людини як норми міжнародного права.
- Рафал Лемкін (1900—1959) — науковець-правник, вперше запровадив слова геноцид як правове поняття.
- Володимир Шаян (1908—1974) — видатний український філософ, санскритолог, релігієзнавець, психолог і педагог, один з перших дослідників «Велесової Книги», професор.
- Марк Кац (1914—1984) — математик, піонер сучасної теорії ймовірностей.
- Манфред Лакс (1914—1993; навчався в університеті лише 1 рік) — дипломат, член Міжнародного суду ООН (цю посаду обіймав рекордний період часу).
- Луї Зон (1914—2006) — спеціаліст із міжнародного права, один із авторів статуту гаазького Міжнародного суду.
- Йосип Сажич (1917—2007) — білоруський громадсько-політичний діяч, військовик.
- Іван Вакарчук (1947—2020) — фізик, політик, громадський діяч; колишній міністр освіти України.
- Віктор Пинзеник (нар. 1954) — економіст, політик, колишній міністр фінансів України.
- Леся Бонковська (нар. 1959) — актриса і драматург. Народна артистка України.
- Ярослав Грицак (нар. 1960) — український історик.
- Георгій Гонгадзе (1969—2000) — грузинський і український журналіст, засновник видання «Українська правда».
- Святослав Вакарчук (нар. 1975) — український музикант, співак, громадський діяч.
- Ігор Огірко (нар. 1952) — математик, доктор фізико-математичних наук (1990), професор, Відмінник освіти України.
- Ольга Фреймут (нар. 1982) — українська телеведуча, журналістка, модель.
- Ігор Циганик (нар. 1980) — український спортивний журналіст, телеведучий, коментатор.
- Роман Вінтонів (нар. 1982) — український тележурналіст, актор, сценарист, музикант. Відомий українським глядачам під ім'ям свого гумористичного образу Майкл Щур.
- Анастасія Станко (нар. 1986) — українська телеведуча, журналістка. Разом з групою однодумців започаткувала Громадське телебачення.
- Андрій Сайчук (нар. 1976) — український телеведучий, журналіст. Ведучий інформаційного інтернет-каналу Громадське телебачення.
- Роман Климкевич — генеалог-геральдист, публіцист, перекладач та письменник, відіграв значну роль у становленні та популяризації української геральдики як спеціальної історичної дисципліни.
- Христина Соловій (нар. 1993) — українська співачка, авторка пісень та музики.
- Любомира Мандзій (1973—2021) — виконувач обов'язків міністра освіти і науки України (від 25 березня 2020 року).
- Галина Скіпальська (нар. 1974) — феміністська активістка, директорка представництва HealthRight International в Україні